# Psorophora lineata
Psorophora lineata is een muggensoort uit de familie van de steekmuggen (Culicidae). De wetenschappelijke naam van de soort is voor het eerst geldig gepubliceerd in 1819 door Alexander von Humboldt.